# Trillingar

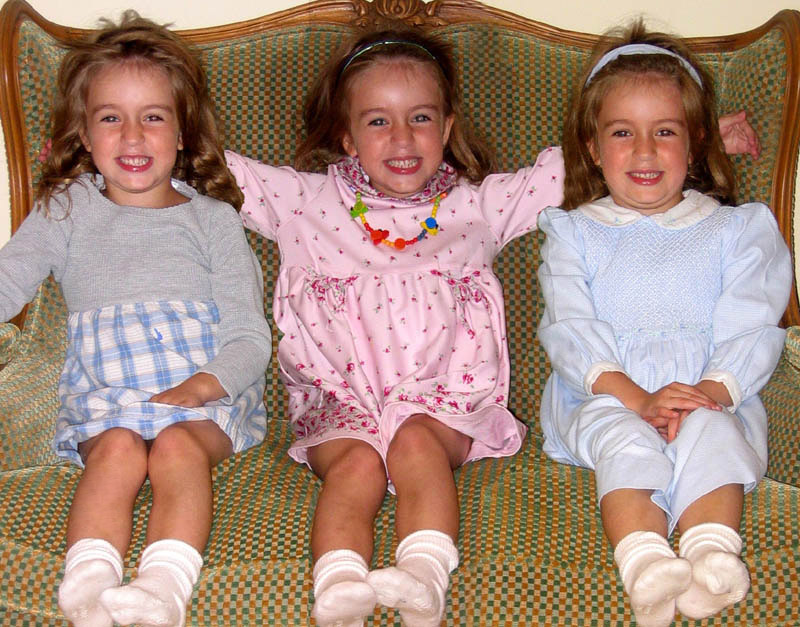
Trillingflickor

Trillingar är tre människor födda efter samma graviditet. En trilling är således ett av tre barn födda vid samma tidpunkt av samma mamma. Det finns enstaka fall då ett av barnen fötts flera dagar före de övriga. 
Ett, två eller tre ägg kan ge upphov till trillingar. Trillingar från olika ägg är inte mer lika än vanliga syskon, men de som kommer av att samma ägg delat sig efter befruktningen har samma arvsanlag och är ofta mycket lika till utseendet. 
Trillinggraviditeter är kortare än graviditeter med ett barn. Medellängden är 32 veckor och 5 dagar, och de vanligaste längderna är 33-35 veckor. Vid 36-37 veckor anses en trillinggraviditet vara fullgången.
Studier har visat att trillingfoster växer i samma takt som foster i singelgraviditeter fram till vecka 28-30, varefter tillväxttakten är något lägre. Vad som orsakar den något lägre tillväxttakten är inte känt, men det har antagligen med näringstillgång att göra. Medianvikten för trillingfoster i vecka 33 är 1800-1900 g, och i vecka 34 2000-2100 g.
Den naturliga frekvensen av trillinggraviditeter i Sverige är ungefär 1 på 8000 graviditeter. När IVF-behandlingar först började användas i Sverige ökade antalet trillingfödslar kraftigt på grund av att man då vanligtvis återförde flera embryon till mammans livmoder för att öka chansen att åstadkomma en graviditet. Eftersom tvilling- och trillinggraviditeter medför något högre risker för prematur födsel ändrades därför rutinerna både i Sverige och på många håll internationellt, så att endast ett embryo återfördes vid IVF. Sedan dess har antalet trillinggraviditeter normaliserats.

## Tecken på flerbarnsgraviditet
- Snabb viktökning under första trimestern.
- Livmodern är större än förväntat.
- Svårt havandeskapsrelaterat illamående och kräkningar.
- Flera foster syns vid ultraljudsundersökning.
- Mer fosterrörelser än vad modern upplevt under en tidigare singelgraviditet.
- Onormalt resultat vid screeningprov (blodprov) under första trimestern.

## Näringsintag vid trillinggraviditet
Vid en trillinggraviditet rekommenderas modern att äta betydligt fler kalorier än vid en singel- eller tvillinggraviditet. Detta på grund av att det är fler foster som behöver näring, för att graviditeten vanligtvis är kortare, och också därför att det i slutet av graviditeten blir så trångt att det kan vara svårt att få i sig tillräckligt: då är det bra om det finns lite reserver. Ett lagom stort näringsintag och god näringsstatus under graviditetens första del är viktigt för att moderkakorna ska utvecklas väl, och ökar graviditetens längd. 
För dem som väntar trillingar ger det finska Institutet för hälsa och välfärd rekommendationer för energiintag som beror på moderns utgångsvikt: vid undervikt 4000 kcal/dygn, vid normalvikt 3000 - 3500 kcal/dygn och vid övervikt 2700 - 3000 kcal/dygn.

## Komplikationer vid flerbarnsgraviditeter
För de allra flesta går graviditeten bra. Vid flerbarnsgraviditeter finns dock förhöjd risk för 
- Förtidsbörd.
- Låg födelsevikt.
- Preeklampsi.
- Havandeskapsdiabetes.
- Tvillingtransfusionsyndrom. När flera barn delar samma moderkaka, de måste då komma ur samma ägg som delat sig, händer det i 10-15% av fallen att ett barn får för mycket blod och så mycket kroppsvätskor ansamlas att dess hjärta belastas, medan ett annat får för lite blod och dess tillväxt hämmas. Därför undersöks moderkakan vid en ultraljudsundersökning, och om den är eller misstänks vara gemensam övervakas graviditeten mer noggrant än annars.